# Otto Engels
Otto Engels (* 26. April 1875 in Düsseldorf-Holthausen; † 18. Juni 1960 in Speyer) war ein deutscher Agrikulturchemiker.

## Leben
Engels, Sohn eines Landwirts, studierte Naturwissenschaften in Bonn und Würzburg. 1900 wurde er an der Universität Breslau mit einer Dissertation über Formaldehyd promoviert. Nach Tätigkeiten an den landwirtschaftlichen Versuchsstationen in Breslau und Marburg trat er 1904 als wissenschaftlicher Assistent in die Landwirtschaftliche Versuchsstation Speyer ein. 1928 wurde er zum stellvertretenden Direktor und 1939 zum Direktor dieser Station ernannt. Erst 1948 trat er 73-jährig in den Ruhestand. 
Engels, dem 1926 der Titel Professor verliehen worden war, beschäftigte sich überwiegend mit chemisch-analytischen Arbeiten auf den Gebieten der Bodenkunde, Pflanzenernährung und Futtermittelkunde. Er ist Autor mehrerer Bücher und hat fast 1000 Beiträge in wissenschaftlichen und praxisnahen Zeitschriften veröffentlicht.
Er war Mitglied der Landsmannschaft Saxo-Makaria Würzburg, der heutigen Landsmannschaft Alemannia Makaria.

## Schriften
- Kurze Fütterungslehre für praktische Landwirte und Studierende der Landwirtschaft. Nebst einem Anhang: Futterberechnungen und Futtertabellen. Freising 1929 = Weihenstephaner Schriftensammlung für praktische Landwirtschaft H. 22.
- Das neuzeitliche Düngewesen, seine Entwicklungsgeschichte und Zukunft. Mit einem Anhang der wichtigsten Düngemittel, ihrer Analysen und Herstellerfirmen (mit Hermann Schmitt). Allgemeiner Industrie-Verlag Knorre & Co. Berlin 1942.
- Mineraldünger und Landmaschinen als Hauptstützen der großdeutschen Landwirtschaft (mit Hermann Schmitt). Allgemeiner Industrie-Verlag Knorre & Co. Berlin 1943.
- Futterzellulose, ihre Gewinnung und Verwertung. Ein Rückblick und Ausblick. Verlag für chemische Industrie Augsburg 1948.